# 행복합니다 (드라마)
《행복합니다》는 2008년 2월 9일부터 2008년 8월 31일까지 토요일, 일요일 밤 8시 50분에 방송된 SBS 주말극장이다.
한편, 극중 이준기 역을 맡았던 김종서가 해당 드라마 종영 몇달 뒤인 2008년 11월 1일 방송된 MBC 명랑히어로 '두 번 살다' 호스트로 나왔으며 이 코너에는 김종서의 동생-아버지 역으로 각각 나온 이훈 이계인과 권기선 등 해당 작품 배우들이 게스트로 출연했다.

## 줄거리
부유하지만 차가운 박승재 집안과 힘들지만 따뜻한 이철곤 집안의 티격태격하는 모습을 그리는 홈 멜로 드라마이다.

## 제작진
- 극본: 김정수
- 연출: 장용우

## 등장 인물
- 이종원 : 박상욱 역
- 김효진 : 박서윤 역
- 이훈 : 이준수 역
- 최지나 : 정하경 역
- 길용우 : 박승재 역
- 이휘향 : 이세영 역
- 이계인 : 이철곤 역
- 이은성 : 박애다 역
- 김종서 : 이준기 역
- 김철기 : 이용재 역
- 안용준 : 이준영 역
- 하석진 : 강석 역
- 채영인 : 지숙 역
- 김용림 : 철곤 장모 역
- 신다은 : 쫑아 역
- 권기선 : 안미숙 역
- 홍기훈 : 복싱 코칭 역
- 이정용 : 이영태 부장 역
- 김정운
- 정종현 : 김반장 역
- 손건우 : 이동기 역

## 결방과 연장
- 2008년 8월 16일 : 8시 30분부터 2008 하계 올림픽 <역도 여자 +75kg> 중계 편성으로 결방
- 2008년 8월 24일 : 8시 30분부터 2008 하계 올림픽 폐회식 1~2부 편성으로 결방
- 행복합니다 방영 분량이 50부작에서 8회 연장되어 58부작으로 변경.확정되었다.

## 경쟁 프로그램
- 엄마가 뿔났다 (KBS 2TV)(2008년 2월 23일에는 6시 55분부터 2008 동아시아축구선수권대회 대한민국 : 일본 중계방송으로 인해[2] 밤 9시 10분으로 이동, 2008년 8월 9일에는 2008년 하계 올림픽 중계방송으로 인해 밤 9시 25분으로[3], 같은 달 17일에는 2008년 하계 올림픽 중계방송으로 인해 밤 9시 40분으로 편성 변경)
- 천하일색 박정금 (MBC)
- 내 인생의 황금기 (MBC)
- 대왕 세종 (KBS 2TV)(2008년 4월 5일 ~ 8월 31일)(2008년 1월 5일 첫 회부터 3월 30일까지는 1TV에서 오후 9시 40분에 방영되었는데 8월 9일에는 엄마가 뿔났다가 2008년 하계 올림픽 중계방송으로 인해 밤 9시 25분으로[4] 이동함에 따라 10시 35분으로 옮겨졌으며 같은 달 17일에는 엄마가 뿔났다가 9시 40분으로 이동하여 결방)